# Marios Giotis
Marios Giotis (griechisch Μάριος Γιώτης, * 29. Juni 2002 in Athen) ist ein griechisch-deutscher Basketballspieler.

## Werdegang
Der Sohn einer deutschen, aus Lauf an der Pegnitz stammenden Mutter und eines griechischen Vaters spielte in der Jugend von Panathinaikos Athen und wechselte in der Sommerpause 2020 zu Ionikos Nikea. Für die Mannschaft bestritt er in der Saison 2020/21 fünf Begegnungen in der höchsten griechischen Spielklasse.
Im August 2021 vermeldete der deutsche Bundesligist BG Göttingen Giotis’ Verpflichtung. Er kam am 9. Oktober 2021 erstmals in einem Bundesligaspiel zum Einsatz und sammelte ab 2022 auch Spielerfahrung beim ASC 46 Göttingen in der 1. Regionalliga.
Nach 37 meist kurzen Bundesligaeinsätzen für Göttingen wechselte Giotis im Sommer 2023 zum Bundesliga-Absteiger BBC Bayreuth. Im Juli 2025 nahm er ein Angebot des Zweitligakonkurrenten VfL SparkassenStars Bochum an.